# Eric von Ehrenheim
Fredrik Carl Eric von Ehrenheim, född den 21 oktober 1854 i Kungs-Husby socken, Uppsala län, död där den 7 februari 1930, var en svensk hovman och godsägare. Han var son till Pehr Jacob von Ehrenheim.
von Ehrenheim blev student vid Uppsala universitet 1874 och var elev vid Ultuna lantbruksinstitut 1877–1879. Han blev disponent vid fädernegården Grönsöö 1879 och kammarherre 1895. von Ehrenheim var författare inom konsthistoria och topografi. Bland hans skrifter märks Anteckningar från Nationalmusei gravyrsamling (tillsammans med Gustaf Upmark, 1887–1888), Grönsö (1891–1894), Arnö kyrka (1894) och Gripenhjelms mälarkarta (1899). von Ehrenheim invaldes som ledamot av Samfundet för utgivande av handskrifter rörande Skandinaviens historia 1896. Han vilar på Kungs-Husby kyrkogård.